# 天津火车头体育场
天津火車頭體育場（英语：Tianjin Locomotive Stadium），又稱中国铁路工会天津火車頭體育場，簡稱火車頭體育場，位於天津市河北區北寧公園，火车头足球俱乐部主場，對公眾開放，使用面積21000平方米。始建於20世纪50年代初，當時是天津鐵路局職工家屬進行體育活動場所與铁路足球隊訓練比賽的基地。1992年，铁道部、北京鐵路局、天津鐵路分局共同投資1600萬元在原址重建，於1994年主體竣工並投入使用。2005年，因為京津高铁過境，西看台被拆除。2008年，因北寧公園改造，停止開放。2015年5月，整修结束後，重新對外開放，並增建了兩塊標準足球場。2016年，重建西看台。